# Harmen Jonkman

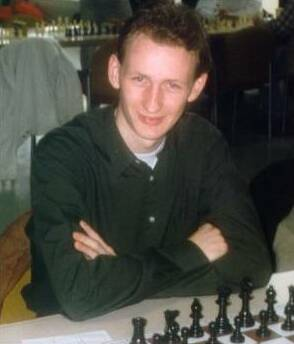
Harmen Jonkman

Harmen Jonkman (Beverwijk, 30 mei 1975) is een Nederlandse schaker. In 1991 was hij kampioen van Nederland van de jeugd tot 16 jaar. Hij werd als een actieve Nederlandse schaker gezien en hij speelde regelmatig in wereldtoernooien. In 1996 behaalde hij zijn meesternorm en in Tel Aviv, in Hoogeveen en in Lvov scoorde hij drie grootmeesternormen. Hij was tot voor enkele jaren beroepsschaker, maar sinds zijn huwelijk met een Peruaanse is hij werkzaam in de IT-branche. Sinds 2009 is Jonkman als trainer-speler verbonden met Schaakvereniging Heerhugowaard.

## Toernooien
- In augustus 2002 speelde Harmen Jonkman nam in de Leinfeldener Schachtage deel aan een toernooi dat met 7 uit 9 gewonnen werd door Rafał Antoniewski. Harmen eindigde met 5 punten op de 4e plaats.
- In 2002 speelde hij in het "Open van Leuven" waar hij voor Pieter Claesen eindigde. Alexei Barsov werd eerste (gedeeld met Vladimir Epishin) en in 2003 eindigde hij op een gedeelde derde plaats in het "Nova College schaaktoernooi" te Haarlem. Daniël Fridman werd eerste.
- Friso Nijboer, Harmen Jonkman en nog drie andere spelers wonnen het "Windesheim" weekendtoernooi 2004.

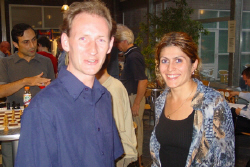
Harmen Jonkman en Tea Lanchava

- In augustus 2004 speelde Harmen Jonkman in Vlissingen simultaan tegen achttien borden. Hij verloor twee partijen, vier partijen eindigden in een remise en hij versloeg twaalf tegenstanders.
- In september 2004 speelde Jonkman mee in het internationale schaaktoernooi te Cesenatico (Italië) met 162 deelnemers waar hij met 6½ uit 9 op de derde plaats eindigde. Calogero Di-Caro werd eerste.
- In de herfst van 2004 speelde Harmen Jonkman mee in het Monarch Assurance open toernooi dat gespeeld werd op het eiland Man. Harmen eindigde op de 53e plaats. Murray Chandler werd vierde en Viktor Kortsjnoj zevende.[1]
- Op 20 november 2004 werd in Leeuwarden het 22e Walling Dijkstra Rapidschaak toernooi gespeeld dat drie winnaars opleverde: Harmen Jonkman, Erik Hoeksema en de Belg Aleksander Alienkin.
- Op 11 december 2004 werd het open kampioenschap van Weesp gespeeld dat met 6½ punt uit 7 ronden gewonnen werd door Jovan Ceko. Harmen Jonkman eindigde met 6 punten op de tweede plaats en Piet Peelen werd derde, ook met 6 punten. Harmen had meer weerstandspunten.

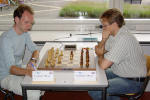
Jonkman versus Ikonnikov

- In 2005 won hij het negende OGD Rapidtoernooi, gehouden in Delft.[2]
- In januari 2005 speelde hij in groep C van het Corustoernooi en behaalde 6½ pt. uit 13.[3]
- Op 23 april 2005 werd in Culemborg het vierde Betuwe open rapidschaak toernooi verspeeld waar Jonkman met 6 uit 9 op de derde plaats eindigde. Het toernooi werd met 7½ uit 9 gewonnen door Bruno Carlier terwijl Xander Wemmers met 6½ punt tweede werd.
- In mei 2005 speelde Harmen mee in het Abierto Huila toernooi dat in Columbia verspeeld werd. Hij eindigde met 4½ punt op de 13e plaats. Sergej Tiviakov won het toernooi met 8 punten uit 9 ronden,
- In juni 2005 speelde Harmen Jonkman mee met het schaakfestival Isla de la Palma dat door de Poolse grootmeester Kamil Mitoń met 7 uit 9 gewonnen werd. Harmen behaalde 5 punten.
- In juli 2005 werd in Haarlem het vierde Roc Nova College schaaktoernooi verspeeld. Er waren meer dan 190 deelnemers en drie schakers eindigden met 5½ uit 6, t.w. Friso Nijboer, Erwin l'Ami en Edwin van Haastert. Na de tie-break werd Friso eerste. Vijf spelers eindigden met 5 punten, namelijk Sergej Tiviakov, Vladimir Jepisjin, Lev Gutman, Harmen Jonkman en Irina Slavina.
- Van 25 juli t/m 4 augustus 2005 speelde Harmen Jonkman mee in het toernooi om het open kampioenschap van Nederland dat in Dieren verspeeld werd; hij eindigde daar met 5½ punt uit negen ronden op de 17e plaats. Maksim Toerov werd eerste met 7½ punt
- In augustus 2005 speelde Jonkman mee in het Spaanse Banyoles 2005 Chess Festival dat hij met 7½ punten uit negen ronden won.
- Van 24 september t/m 1 oktober 2005 speelde Jonkman mee in het 4e toernooi van president Ali Abdulla Saleh van Aden en eindigde met vijf andere spelers met 7 uit 9 op een gedeelde eerste plaats. Er waren 54 deelnemers uit 12 landen.
- In oktober 2005 werd Jonkman met 4 punten uit 6 ronden gedeeld derde in het Galway chess toernooi dat in Ierland gespeeld werd.
- Eveneens in oktober 2005 werd in Hoogeveen het Essent Schaaktoernooi gespeeld dat in de Open groep door Baklan met 7 uit 9 gewonnen werd. Harmen Jonkman eindigde met 5½ punten op een gedeelde vierde plaats.
- Op 19 november 2005 werd in Leeuwarden het 23e Walling Dijkstra herdenkingstoernooi gespeeld dat met 8 uit 9 door Sipke Ernst gewonnen werd. Er waren 80 deelnemers in dit rapidschaaktoernooi. Jonkman eindigde met 6 punten op de vierde plaats.
- Op 10 december 2005 speelde Jonkman mee in toernooi om het open kampioenschap van Weesp en eindigde met 5 punten op de vijfde plaats. Bruno Carlier eindigde met 6½ punt op de eerste plaats.

## Persoonlijk
Jonkman is getrouwd met een Peruaanse vrouw en heeft twee dochters, Amelia en Sophia, die beiden ook schaken.

## Externe koppelingen
- homepage
- (en)   Informatie over schaakpartijen van Harmen Jonkman op ChessGames.com
- (en)   Informatie over schaakpartijen van Harmen Jonkman op 365chess.com
- (en)  FIDE-ratinggegevens voor Harmen Jonkman